# Krakolje
Krakolje (rusky Краколье, votsky Jõgõperä, finsky Joenperä) je vesnice nacházející se v Leningradské oblasti v Rusku, na pravém břehu řeky Lugy. Je jedna ze dvou vesnic, kde se stále mluví votštinou, dnes již ohroženým jazykem. Ta se zde znovu začala vyučovat ve školách za účelem jejího obnovení. Kromě místní školy se zde nachází i pravoslavný luterský kostel.
První zmínka o obci pochází z roku 1684, kdy byla nazývána jako Krokolia. V roce 1848 zde žilo asi 300 obyvatel a na počátku 20. století měla přibližně 50 domů. Obec byla rozdělena na část západní (hervaлta), kde žili Ižorové, a východní (kuninka vaлta), kde žili Votové.